# Джугир, Илья Владимирович
Илья Владимирович Джугир (бел. Ілья Уладзіміравіч Джугір; род. 11 февраля 1999, Жодино, Минская область) — белорусский футболист, защитник клуба «Автозаводец-Трактор».

## Карьера

### «Торпедо-БелАЗ»
Воспитанник жодинского клуба «Торпедо-БелАЗ». В 2016 году стал выступать за дублирующий состав клуба. В ноябре 2016 года подписал с клубом долгосрочный контракт. В 2017 году главный тренер клуба Игорь Николаевич Криушенко пригласил игрока в основную команду. В матче 11 марта 2017 года стал серебряным призёром Суперкубка Беларуси. Дебютировал за клуб 16 сентября 2017 года в матче против «Крумкачей». Сыграл в сезоне лишь в единственном матче в Высшей лиге, продолжая выступать в дублирующем составе.

#### Аренда в «Гранит» Микашевичи
В августе 2018 года отправился в аренду в микашевичский «Гранит». Дебютировал за клуб 18 августа 2018 года в матче против бобруйской «Белшины». Дебютный гол за клуб забил 1 сентября 2018 года в матче против «Барановичей». Закрепился в основной команде клуба, став ключевым защитником. По окончании аренды покинул клуб.

#### Аренда в «Крумкачи»
В марте 2019 года отправился в аренду в «Крумкачи». Дебютировал за клуб 20 апреля 2019 года в матче против «Лиды». Стал ключевым защитником в клубе. Дебютный гол за клуб забил 25 мая 2019 года в матче против гомельского «Локомотива». В августе 2019 года покинул клуб.

### «Орша»
В апреле 2020 года перешёл в «Оршу». Дебютировал за клуб 18 апреля 2020 года в матче против «Лиды». С самого старта сезона стал основным защитником в клубе. Дебютный гол за клуб забил 23 мая 2020 года в матче против светлогорского «Химика». Провёл за клуб 21 матч во всех турнирах, отличившись 1 голом. По окончании сезона покинул клуб.

### «Жодино-Южное»
В 2021 году единожды сыграл за столбцовский клуб «Кронон». В 2022 году присоединился к клубу «Жодино-Южное» из Второй лиги. Стал ключевым игроком клуба. Вышел с клубом в раунд плей-офф, сначала заняв 1 место в группе минского региона «сервер», а позже в стыковых матчах одолев марьиногорскую «Викторию». В феврале 2023 года продлил контракт с жодинским клубом. Новый сезон футболист начал в рамках Первой лиги. Первый матч в новом сезоне сыграл 1 апреля 2023 года против пинской «Волны». Первый гол в сезоне забил 2 июля 2023 года в матче против петриковского «Шахтёра». На протяжении всего сезона футболист выступал в клубе в роль ключевого игрока стартового состава, отличившись за этот период забитым голом и 2 результативными передачами. По итогу сезона вместе с клубом занял итоговое седьмое место в чемпионате. В феврале 2024 года футболист покинул клуб, который по итогу прекратил своё существование.

### «Трактор-Автозаводец»
В начале 2023 года футболист находился в распоряжении столичного клуба «Юни Икс Лабс». В марте 2024 года футболист присоединился к минскому клубу «Автозаводец-Трактор».

## Международная карьера
В 2017 году выступал в юношеской сборной Беларуси до 18 лет.

## Статистика
| Сезон | Дивизион | Клуб                | Страна        | Матчи | Голы |
| ----- | -------- | ------------------- | ------------- | ----- | ---- |
| 2017  | Д1       | Торпедо-БелАЗ       | Флаг Беларуси | 1     | 0    |
| 2018  | Д2       | Гранит (Микашевичи) | Флаг Беларуси | 11    | 1    |
| 2019  | Д2       | Крумкачи            | Флаг Беларуси | 10    | 1    |
| 2019  | Д2       | Орша                | Флаг Беларуси | 20    | 1    |
| 2021  | Д3       | Кронон (Столбцы)    | Флаг Беларуси | 1     | 0    |
| 2022  | Д3       | Жодино-Южное        | Флаг Беларуси | 24    | 1    |
| 2023  | Д2       | Жодино-Южное        | Флаг Беларуси | 29    | 1    |